# 무경쟁적 저해
비경쟁적 저해 (non-competitive inhibition) 또는 비경쟁적 저해는 기질과 동시에 결합부위에 결합할 수 있지만, 활성부위가 아닌 알로스테릭 부위에 결합한다. 효소저해제복합체와 효소저해제기질복합체들은 효소적으로 불활성화이다. 왜냐하면 무경쟁적 저해제는 경쟁적 저해제와는 달리 높은 농도의 기질에 의해서 유도되지 않기 때문이다. 겉보기 Vmax는 바뀐다. 그러나 기질은 여전히 효소에 붙을 수 있기 때문에 Km은 같게 유지된다.

## 같이 보기
- 효소
- 효소 저해제 (enzyme inhibitor)
- 경쟁적 저해 (competitive inhibition)
- 반경쟁적 저해 (uncompetitive inhibition)
- 다른 자리 입체성 조절 (allosteric regulation)
- 활성 자리 (active site)
- 결합 자리 (binding site)